# Јуичи Комано
Јуичи Комано (јап. 駒野 友一; Префектура Вакајама 25. јул 1981) је јапански фудбалер који игра за Џубило Ивату и фудбалску репрезентацију Јапана. У досашњој каријери наступао је још само за Санфреце Хирошиму.
Са репрезентацијом Јапан за коју је од 2005. године одиграо 78 утакмица и постигао један гол наступао је на Светском првенству за играче до 20 година (2001), Олимпијским играма 2004, два Светска првенству (2006. и 2010) и Азијском купу 2007. године.
Промашио је пенал у утакмици осмине-финала Светског првенства 2010. године у Јужној Африци против репрезентације Парагваја.

## Статистика
| Јапан  | Јапан | Јапан |
| Год.   | Ута.  | Гол.  |
| ------ | ----- | ----- |
| 2005   | 5     | 0     |
| 2006   | 10    | 0     |
| 2007   | 12    | 0     |
| 2008   | 13    | 0     |
| 2009   | 9     | 0     |
| 2010   | 11    | 0     |
| 2011   | 7     | 1     |
| 2012   | 5     | 0     |
| 2013   | 6     | 0     |
| Укупно | 78    | 1     |

## Трофеји

### Џубило Ивата
- Куп Јапана (1) : 2010.

### Јапан
- Првенство Источне Азије (1) : 2013.